# Рожков, Валентин Фёдорович
Валентин Фёдорович Рожков (1 января 1946, Потапцы, Каневский район, Черкасская область — 19 июня 2023)  — украинский актёр, солист Киевского академического театра оперетты. Народный артист Украины (2009).

## Биография и творческая деятельность
Валентин Рожков родился 1 января 1946 в селе Потапцы, Каневского района, Черкасской области . В 1965 году поступил в студию по подготовке актёрских кадров при Киевском театре оперетты, которую окончил через четыре года. Сразу после окончания учёбы его пригласили на должность артиста-вокалиста этого театра.
Ещё в молодом возрасте его мастерство было замечено легендарным украинским певцом Иваном Козловским. 19 января 1967 Валентин Рожков выступил вместе с Тамарой Тимошко-Горюшко и Валентиной Чеменой в спектакле Киевской оперетты во время «Декады украинского искусства в Москве». Козловский после их выступления вышел на сцену и сказал: «Я счастлив и горд, что в Украине есть такие замечательные голоса. Это свидетельствует о певческом даре нации. У театра оперетты большое яркое будущее. Я благословляю его». С этими словами он «опустился на колено и перекрестил артистов, а зал взорвался аплодисментами…»
За годы работы в театре Валентин Фёдорович стал одним из ведущих актёров, «создал целую галерею разноплановых и сценически ярких образов. Для каждого из них актёр всегда находил своеобразные краски в соответствии с характером музыкального материала и режиссёрского решения сцены. В спектаклях всегда создаёт блестящие и яркие образы. Его игра отличается интеллигентностью, легкостью движений, элегантностью манер», — отмечается на официальном сайте театра.
В 1994 году В. Ф. Рожкову было присвоено звание Заслуженного артиста Украины.
В 2009 году В. Ф. Рожкову было присвоено звание Народного артиста Украины (Указ Президента от 16.12.2009 № 1066/2009).
13 марта 2014 В. Ф. Рожков среди других деятелей культуры поставил свою подпись под «Заявлением от деятелей культуры Украины к творческой общественности мира».
Скончался 19 июня 2023 года.

## Лучшие роли
- Стефан («Цыганский барон» Иоганна Штрауса)
- Ферри («Сильва» Имре Кальмана)
- Цибуля («Сорочинская ярмарка» Алексея Рябова)
- Филипп («Баядера» Имре Кальмана)
- Негош («Весёлая вдова» Франца Легара)
- Франк («Летучая мышь» Иоганна Штрауса)
- Пеликан («Мистер Икс» Имре Кальмана)
- Прокоп Сирко («За двумя зайцами» Вадима Ильина и Владлена Лукашова)
- Пали («Цыганский барон» Иоганна Штрауса)